# لونگ بورت
لونگ بورت (انگلیسی: Long Boret؛ ۳ ژانویهٔ ۱۹۳۳ – ۱۷ آوریل ۱۹۷۵) یک سیاست‌مدار اهل کامبوج بود.